# Списак певачица народних песама
- Аземина Грбић
- Беба Селимовић
- Вида Павловић
- Ваља Балканска (Валя Балканска)
- Гордана Лазаревић
- Даница Обренић
- Дара Бубамара
- Драгана Мирковић
- Драгослава Генчић
- Душица Билкић
- Есма Реџепова
- Илка Бериша
- Ханка Палдум
- Изворинка Милошевић
- Јасна Кочијашевић
- Јована Типшин
- Јерина Јовић (не играј се момче лудо јер крај свему дође)
- Јелица Тодорова (Елица Тодорова)
- Кети Селимова
- Ксенија Цицварић (1926 — 11. 2. 1997)
- Лепа Брена
- Ленора Јакупи
- Лепа Лукић
- Љиљана Петровић-Бутлер
- Љубица Полумирац
- Марица Лацњевац
- Мерима Његомир (девојачко Мерима Куртиш)
- Милена Петровић-Космајка - Прво слово твог имена носим око врата
- Милена Марковић-певачица ("У баштици мојој неста белих ружа где ме драги често чека да ми усне пружа")
- Милена Плавшић
- Мира Пеић-Арменулић
- Мира Шкорић
- Мира Васиљевић
- Нада Полић (уметничко Ана Бекута)
- Нада Мамула
- Нада Топчагић
- Оливера Марковић
- Радмила Димић
- Светлана Ражнатовић - Цеца (девојачко Светлана Величковић - Цеца)
- Силвана Арменулић
- Снежана Бабић Снеки
- Снежана Берић - Екстра Нена
- Снежана Савић
- Уснија Реџепова
- Василија Радојчић (21. април 1936 — Београд, 25. септембар 2011)
- Вера Матовић
- Вера Свобода
- Весна Хаџић
- Весна Пезо
- Весна Поповић
- Весна Симић
- Весна Змијанац
- Зехра Деовић
- Зорица Брунцлик
- Зорица Марковић
- Зорица Минић
- Зорица Грба
- Марија Ајар (ماريا اعیار)
- Манижа Давлатова